# ماشسوو
ماشسوو (به چکی: Mašťov) یک منطقهٔ مسکونی در جمهوری چک است که در ناحیه خوموتوو واقع شده‌است. ماشسوو ۶۵۱ نفر جمعیت دارد.